# Babol
Babol (en persan : بابل) est une ville de la province iranienne du Mazandéran, au nord-est de Téhéran. Elle avait une population estimée à 219 467 habitants en 2011. Son activité commerciale était fort importante pour le nord de l'Iran d'autrefois.
Il s'y trouve l'université des sciences médicales de Babol.

## Personnalités liées
- Afshin, chanteur
- Alireza Firouzja, joueur d'échecs
- Noshad Alamian, pongiste
- Nima Alamian, pongiste
- Keyvan Ghanbarzadeh, athlète de saut en hauteur